# پژوودوویتسه
پژوودوویتسه (به لهستانی:  Przewodowice) یک روستا در لهستان است که در گمینا راوا مازوویتسکا واقع شده‌است. پژوودوویتسه ۱۲۰ نفر جمعیت دارد.